# Białobłoty (gromada)
Białobłoty – dawna gromada, czyli najmniejsza jednostka podziału terytorialnego Polskiej Rzeczypospolitej Ludowej w latach 1954–1972.
Gromady, z gromadzkimi radami narodowymi (GRN) jako organami władzy najniższego stopnia na wsi, funkcjonowały od reformy reorganizującej administrację wiejską przeprowadzonej jesienią 1954 do momentu ich zniesienia z dniem 1 stycznia 1973, tym samym wypierając organizację gminną w latach 1954–1972.
Gromadę Białobłoty z siedzibą GRN w Białobłotach utworzono – jako jedną z 8759 gromad na obszarze Polski – w powiecie konińskim w woj. poznańskim, na mocy uchwały nr 25/54 WRN w Poznaniu z dnia 5 października 1954. W skład jednostki weszły obszary dotychczasowych gromad Białobłoty i Dziewin Duży ze zniesionej gminy Grodziec oraz obszar dotychczasowej gromady Orlina ze zniesionej gminy Rzgów – w tymże powiecie. Dla gromady ustalono 10 członków gromadzkiej rady narodowej.
1 stycznia 1956 gromada weszła w skład nowo utworzonego powiatu pleszewskiego w tymże województwie.
31 grudnia 1971 gromadę zniesiono, a jej obszar włączono do gromady Gizałki w tymże powiecie.